# 白い恐怖

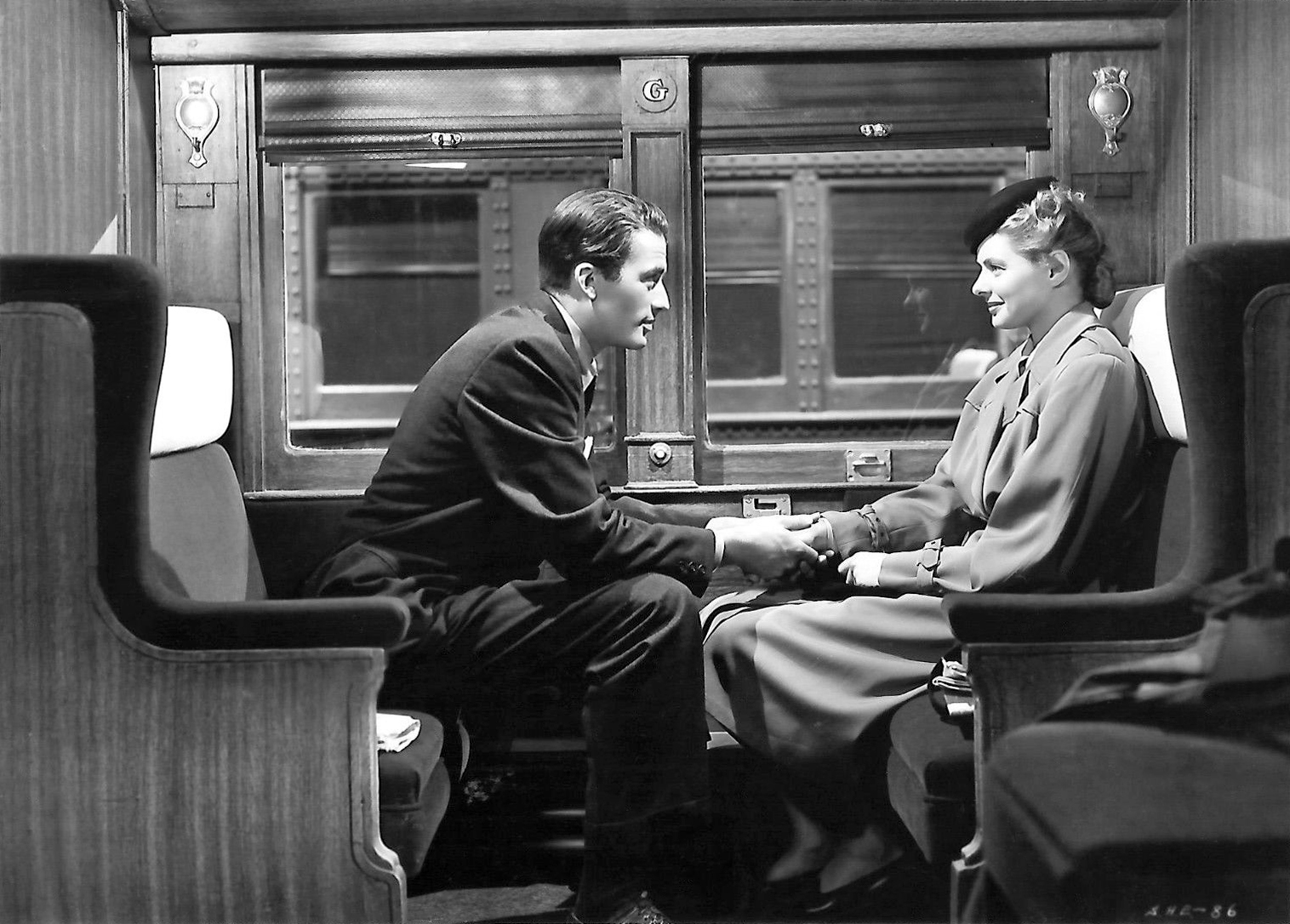
グレゴリー・ペック(左)とイングリッド・バーグマン

『白い恐怖』（しろいきょうふ、Spellbound）は、1945年のアメリカ合衆国のサイコスリラー映画。監督はアルフレッド・ヒッチコック、出演はイングリッド・バーグマンとグレゴリー・ペックなど。原作はフランシス・ビーディングの1927年の小説『The House of Dr. Edwardes』。記憶喪失を題材にした作品で、主人公が垣間見る印象的な幻想シーンにはサルバドール・ダリが協力している。原題の『Spellbound』には「魔法にかかった」「魅了された」「うっとりした」などの意味がある。
バーグマンの絶頂期の作品と言われ、美貌と演技力がともに発揮されている。

## ストーリー
バーモント州のグリーンマナー精神科医院の新しい病院長に就任したエドワーズ博士は、白地に縞のある模様を見ると発作を起こす奇妙な病癖を持っていた。やがて彼はエドワーズ博士とは別人であることが発覚する。本物のエドワーズ博士はどこにいるのかわからぬまま、疑いの目は「彼」に向けられるが、病院の勤務医で、「彼」と愛し合うようになっていたコンスタンスは「彼」の無罪を信じ、2人は協力して発作の原因である「彼」の記憶をたどっていく。警察に追われる身となった2人はコンスタンスの恩師であるブルロフ博士を訪ねる。ブルロフ博士は事情を知ると「彼」の記憶をたどる手伝いをする。その結果、エドワーズ博士がスキー場で亡くなったことがわかると、コンスタンスと「彼」は現場となったスキー場に向かい、そこで「彼」はエドワーズ博士が崖から転落して亡くなったこと、そして自分が「ジョン・バランタイン」であり、事故現場を目撃していたことを思い出す。こうして事件は解決したと思われたが、警察がエドワーズ博士の遺体を確認したところ、事故死ではなく、背後から銃で撃たれていたことが判明し、ジョンはエドワーズ博士殺害の容疑で逮捕され、有罪判決を受ける。それでもジョンの無罪を信じ続けるコンスタンスは、エドワーズ博士とは会ったことがないと明言していたマーチソン院長が実はエドワーズ博士と面識があるともらしたことから、院長が怪しいと睨み、彼と対峙する。追い詰められた院長はコンスタンスを銃で撃とうとするが、エドワーズ博士の殺害は神経衰弱で責任能力なしとされる可能性があるのに対し、今ここでコンスタンスを殺害すれば計画殺人として確実に死刑となるとのコンスタンスの言葉に、結局、その銃で自らを撃つ。こうして無罪放免となったジョンはコンスタンスと結婚し、新婚旅行に向かう。

## キャスト
| 役名                                         | 俳優                     | 日本語吹替                     | 日本語吹替 | 日本語吹替 |
| 役名                                         | 俳優                     | NET版                          | PD版       |            |
| -------------------------------------------- | ------------------------ | ------------------------------ | ---------- | ---------- |
| コンスタンス・ピーターソン                   | イングリッド・バーグマン | 水城蘭子                       | 日野由利加 |            |
| ジョン・バランタイン「彼」                   | グレゴリー・ペック       | 城達也                         | 咲野俊介   |            |
| アレックス・ブルロフ博士（コンスタンスの師） | マイケル・チェーホフ     | 槐柳二                         | 鈴木貴征   |            |
| マーチソン院長                               | レオ・G・キャロル        | 真木恭介                       | 赤城進     |            |
| メアリー・カーマイケル（患者）               | ロンダ・フレミング       | 稲葉まつ子                     | 水上さや香 |            |
| フルーロ医師                                 | ジョン・エメリー         | 穂積隆信                       |            |            |
| ガームズ（患者）                             | ノーマン・ロイド         |                                |            |            |
| ホテル専属の探偵                             | ビル・グッドウィン       |                                |            |            |
| グラフ医師                                   | スティーヴン・ジェレイ   |                                |            |            |
| ハリー（病院スタッフ）                       | ドナルド・カーティス     |                                |            |            |
| ホテルロビーの男                             | ウォーレス・フォード     |                                |            |            |
| クーリー警部補                               | アート・ベイカー         |                                |            |            |
| ガレスピー巡査部長                           | レジス・トゥーミイ       |                                |            |            |
| ハニシュ医師                                 | ポール・ハーヴェイ       | 辻村真人                       |            |            |
| 不明 その他                                  | N/A                      | 梓欣造 石井敏郎                |            |            |
| 日本語スタッフ                               |                          |                                |            |            |
| 演出                                         | 演出                     | 山田悦司                       | 田島荘三   |            |
| 翻訳                                         | 翻訳                     | 山中誠人                       | 浅野倫子   |            |
| 効果                                         | 効果                     | 赤塚不二夫                     |            |            |
| 調整                                         | 調整                     | 山田太平                       |            |            |
| 制作                                         | 制作                     | グロービジョン                 |            |            |
| 解説                                         | 解説                     | 淀川長治                       |            |            |
| 初回放送                                     | 初回放送                 | 1970年7月26日 『日曜洋画劇場』 |            |            |

### ヒッチコックのカメオ出演
バイオリンケースを右手に持ち、左手でタバコを吸いながらエレベーターから出てくる。

## 作品の評価

### 映画批評家によるレビュー
Rotten Tomatoesによれば、批評家の一致した見解は「『白い恐怖』の潜在意識の探究はもっと分析した方が良かったかもしれないが、アルフレッド・ヒッチコックのサイケデリックに飾り立てた演出は、イングリッド・バーグマンとグレゴリー・ペックのスターパワーとともに、この酔わせるようなスリラーを高めている。」であり、40件の評論のうち高評価は85%にあたる34件で、10点満点中7.20点となっている。

### 受賞歴
| 賞                 | 部門                   | 対象者                      | 結果       |
| ------------------ | ---------------------- | --------------------------- | ---------- |
| 第18回アカデミー賞 | 作品賞                 | デヴィッド・O・セルズニック | ノミネート |
| 第18回アカデミー賞 | 監督賞                 | アルフレッド・ヒッチコック  | ノミネート |
| 第18回アカデミー賞 | 助演男優賞             | マイケル・チェーホフ        | ノミネート |
| 第18回アカデミー賞 | ドラマ・コメディ音楽賞 | ミクロス・ローザ            | 受賞       |
| 第18回アカデミー賞 | 撮影賞（白黒）         | ジョージ・バーンズ          | ノミネート |
| 第18回アカデミー賞 | 特殊効果賞             | ジャック・コスグローヴ      | ノミネート |